# Fredy Hinestroza Arias
Fredy Hinestroza Arias (nascut el 5 d'abril de 1990) és un futbolista professional colombià que juga com a migcampista pel Reial Saragossa, cedit per La Equidad.

## Trajectòria esportiva
El 8 de juliol de 2014 Hinestroza va fitxar per primer cop amb un equip de fora de Colòmbia, i va anar al Getafe CF de La Liga, amb un contracte d'un any.

## Palmarès
Club
- Primera divisió colombiana: Torneig Apertura 2011